# Acer Aspire One
L'Acer Aspire One è un Mini-portatile prodotto da Acer, che ha fatto il suo ingresso sul mercato internazionale nel luglio 2008.
Assieme all'Eee PC di ASUS, è ritenuto il primo dei subnotebook di nuova generazione, i cosiddetti Netbook (dispositivi portatili più piccoli di un comune notebook e più economici di un UMPC), e come tale ha suscitato notevole interesse nell'ambiente informatico per il suo potenziale innovativo, tecnologico e di mercato,.
Secondo Digitimes, le stime di vendita del produttore sono di 5-7 milioni di esemplari per la seconda metà del 2008, portando così i Netbook ad occupare il 10-15% dell'intero settore dei Notebook. Lo stesso sviluppo dei Processori Atom da parte di Intel sarebbe stato sostenuto dalle pressioni di Acer, che li voleva finalizzare all'Aspire One.
Viene commercializzato in molte versioni che si caratterizzano per diverso sistema operativo (Windows XP, Windows 7, o più raramente Linux) e differenti unità di archiviazione dati (HD tradizionale o dell'innovativo tipo SSD).
La memoria di sistema potrà essere incrementata grazie ad una scheda SD inserita in uno degli slot disponibili.
L'Aspire One è dotato, in tutte le sue versioni, di un processore Intel Atom da 1.6 GHz, un monitor LCD da 8.9 pollici (modelli A110 e A150) o da 10.1 pollici (modello D150), Webcam e microfono, connettività Ethernet e Wi-Fi (Standard "b" e "g"), lettore di schede di memoria SD/MMC/XD/Memory Stick.

## Versioni
Aspire One A110A
- Processore Intel Atom N270 (1.60 GHz, 533 MHz FSB, 512 kB L2 cache)
- 512 MB di RAM (DDR2 533 MHz SDRAM)
- 8 GB di unità SSD
- Schermo 8.9" (TFT LCD, risoluzione 1024 x 600 pixel - 262 000 colori supportati)
- Webcam integrata Acer Crystal Eye, 0.3 megapixel
- WLAN: Acer InviLink 802.11b/g Wi-Fi
- LAN: 10/100 Mbit/s Fast Ethernet
- Bluetooth: opzionale
- Sistema operativo Linpus Linux, derivato da Fedora

Aspire One A110B
- Processore Intel Atom N270 (1.60 GHz, 533 MHz FSB, 512 kB L2 cache)
- 1 GB di RAM (DDR2 533 MHz SDRAM) di cui 512 MB integrati nella scheda madre e 512 MB nello slot interno.
- 16 GB di unità SSD
- Schermo 8.9" (TFT LCD, risoluzione 1024 x 600 pixel - 262 000 colori supportati))
- Webcam integrata Acer Crystal Eye, 0.3 megapixel
- WLAN: Acer InviLink 802.11b/g Wi-Fi
- LAN: 10/100 Mbit/s Fast Ethernet
- Scheda per connettività su reti cellulari 3G/HSUPA: Optional
- Bluetooth: opzionale
- Sistema operativo Microsoft Windows XP

Aspire One A150A
- Processore Intel Atom N270 (1.60 GHz, 533 MHz FSB, 512 kB L2 cache)
- 512 MB di RAM (DDR2 533 MHz SDRAM)
- 120 GB HDD 2,5" disco tradizionale
- Schermo 8.9" (TFT LCD, risoluzione 1024 x 600 pixel - 262 000 colori supportati))
- Webcam integrata Acer Crystal Eye, 0.3 megapixel
- WLAN: Acer InviLink 802.11b/g Wi-Fi
- LAN: 10/100 Mbit/s Fast Ethernet
- Bluetooth: opzionale
- Sistema operativo Linpus Linux, derivato da Fedora

Aspire One A150B
- Processore Intel Atom N270 (1.60 GHz, 533 MHz FSB, 512 kB L2 cache)
- 512 MB di RAM (DDR2 533 MHz SDRAM)
- 160 GB HDD 2,5" unità disco tradizionale
- Schermo 8.9" (TFT LCD, risoluzione 1024 x 600 pixel - 262 000 colori supportati)
- Webcam integrata Acer Crystal Eye, 0.3 megapixel
- WLAN: Acer InviLink 802.11b/g Wi-Fi
- LAN: 10/100 Mbit/s Fast Ethernet
- Scheda per connettività su reti cellulari 3G/HSUPA: Optional
- Bluetooth: opzionale
- Sistema operativo Microsoft Windows XP

Aspire One D150
- Processore Intel Atom N270/N280 (1.60/1.68 GHz, 533/667 MHz FSB, 512 kB L2 cache)
- 1 GB di RAM espandibile a 2 GB (DDR2 533/667 MHz SDRAM)
- 160 GB HDD 2,5" unità disco tradizionale
- Schermo 10.1" (TFT LCD, risoluzione 1024 x 600 pixel - 262 000 colori supportati)
- Webcam integrata Acer Crystal Eye, 0.3 megapixel
- WLAN: Acer InviLink 802.11b/g Wi-Fi
- LAN: 10/100 Mbit/s Fast Ethernet
- Modulo 3G UMTS/HSDPA Globetrotter: opzionale
- Bluetooth: opzionale
- Sistema operativo Microsoft Windows XP

Aspire One D250
- Processore Intel Atom N270/N280 (1.60/1.68 GHz, 533/667 MHz FSB, 512 kB L2 cache)
- 1 GB di RAM espandibile a 2 GB (DDR2 533/667/800 MHz SDRAM)
- 160 GB HDD 2,5" unità disco tradizionale
- Schermo 10.1" (TFT LCD, risoluzione 1024 x 600 pixel - 262 000 colori supportati)
- Webcam integrata Acer Crystal Eye, 0.3 megapixel
- WLAN: Acer InviLink 802.11b/g Wi-Fi
- LAN: 10/100 Mbit/s Fast Ethernet
- Bluetooth: opzionale
- Sistema operativo Microsoft Windows XP

Aspire One D270
- Processore Intel Atom N2600/N2800 (1.60/GHz; 1.86 GHz)
- 1 GB di RAM espandibile a 2/4 GB (DDR3 667 MHz)
- 320 GB HDD 2,5" unità disco tradizionale
- Schermo 10.1"
- Webcam integrata
- WLAN: 802.11b/g/n Wi-Fi
- Sistema operativo Microsoft Windows 7 Starter

Aspire One 531h
- Processore Intel Atom N270/N280 (1.60/1.68 GHz, 533/667 MHz FSB, 512 kB L2 cache)
- 1 GB di RAM espandibile a 2 GB (DDR2 533/667 MHz SDRAM)
- 160 GB HDD 2,5" unità disco tradizionale
- Schermo 10.1" (TFT LCD, risoluzione 1024 x 600 pixel - 262 000 colori supportati)
- Webcam integrata Acer Crystal Eye, 0.3 megapixel
- WLAN: Acer InviLink 802.11b/g Wi-Fi
- LAN: 10/100 Mbit/s Fast Ethernet
- Bluetooth
- Sistema operativo Microsoft Windows XP

Aspire One Pro 531
- Processore Intel Atom N270/N280 (1.60/1.68 GHz, 533/667 MHz FSB, 512 kB L2 cache)
- 1 GB di RAM espandibile a 2 GB (DDR2 533/667 MHz SDRAM)
- 160 GB HDD 2,5" unità disco tradizionale
- Schermo 10.1" (TFT LCD, risoluzione 1024 x 600 pixel - 262 000 colori supportati)
- Webcam integrata Acer Crystal Eye, 0.3 megapixel
- WLAN: Acer InviLink 802.11b/g Wi-Fi
- LAN: 10/100 Mbit/s Fast Ethernet
- Modulo 3G UMTS/HSDPA/HSUPA
- Bluetooth
- Sistema operativo Microsoft Windows XP

Aspire One 751h
- Processore Intel Z520
- 1 GB di RAM espandibile a 2 GB (DDR2 533/667 MHz SDRAM)
- 160 GB HDD 2,5" unità disco tradizionale
- Schermo 11.6" (TFT LCD, risoluzione 1366 x 768 pixel - 16:9 aspect ratio)
- Webcam integrata Acer Crystal Eye, 0.3 megapixel
- WLAN: Acer InviLink 802.11b/g Wi-Fi
- LAN: 10/100 Mbit/s Fast Ethernet
- Modulo 3G UMTS/HSDPA/HSUPA
- Bluetooth
- Sistema operativo Microsoft Windows XP

Aspire One 532h
- Processore Intel Atom N450 (1.66 GHz)
- 1 GB di RAM espandibile a 2 GB (DDR2 533/667 MHz SDRAM)
- 160 GB HDD 2,5" unità disco tradizionale
- Schermo 10.1" (risoluzione 1024 x 600 pixel - processore grafico GMA 3150)
- Webcam integrata Acer Crystal Eye, 0.3 megapixel
- WLAN: Acer InviLink 802.11b/g Wi-Fi
- LAN: 10/100 Mbit/s Fast Ethernet
- Modulo 3G UMTS/HSDPA/HSUPA
- Bluetooth
- Sistema operativo Microsoft Windows 7

## Installazione di altri sistemi operativi
È possibile installare altri sistemi operativi come Windows XP/Vista/7 /10 o altre distribuzioni di Linux come Linpus o Kuki Linux o Ubuntu Netbook Remix (UNR), quest'ultima ottimizzata per netbook. Tuttavia, nei sistemi dotati di disco SSD (A110X e A110L) il sistema sembra girare in maniera più lenta rispetto all'installazione di Linpus Linux Lite originariamente presente sul portatile, a causa dell'eccessivo utilizzo del disco SSD che risulta piuttosto lento.
Installando Ubuntu Netbook Edition restano alcuni problemi minori di compatibilità: la media card non può talvolta essere connessa a macchina accesa, ed il microfono funziona a scatti in particolari condizioni di utilizzo. Per questo motivo, un team di sviluppo italiano ha realizzato una distribuzione Linux basata su Ubuntu e quasi esclusivamente dedicata a questo netbook, chiamata Linux4one. Lo sviluppo di quest'ultima è stato abbandonato.